# 甘大綬
甘大綬（1603年—？），號紫虛，江西南昌府豐城縣人，明朝政治人物。

## 生平
崇禎三年（1630年）庚午科江西鄉試第十六名舉人，十年（1637年）中式丁丑科會試第二十九名，三甲第一百四十七名進士。工部觀政，授武陵縣知縣，十六年（1643年）調盧龍縣知縣。

## 家族
曾祖甘祿；祖父甘浹；父甘應春。